# Monza Rally Show
El Monza Rally Show es una competición de rally que se disputa anualmente en el circuito de Monza desde el año 1978. Se celebra a finales de año como cierre de temporada y aunque se compite con un formato rally, tiene un carácter de espectáculo. En él han competido diferentes pilotos de automovilismo e incluso motociclismo, principalmente pilotos italianos como Valentino Rossi, ganador en seis ocasiones.
En 2020 la prueba entró en el calendario del Campeonato Mundial de Rally como cierre de temporada.

## Palmarés

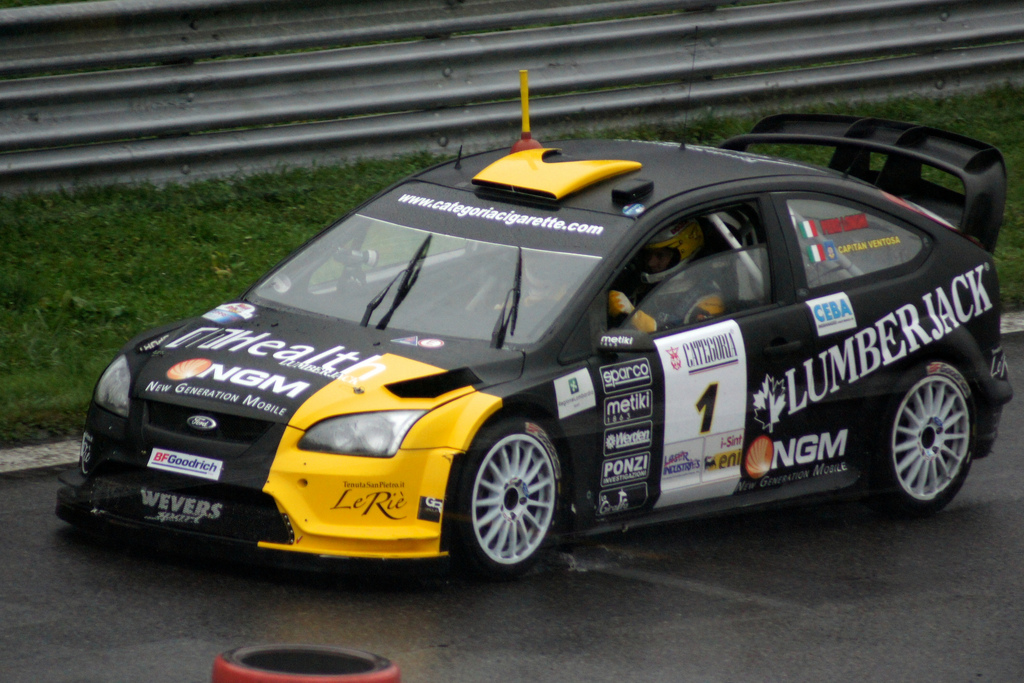
El piloto Piero Longhi compitiendo en la edición de 2010.

| Año  | Edición                             | Piloto               | Copiloto             | Automóvil               | Serie |
| ---- | ----------------------------------- | -------------------- | -------------------- | ----------------------- | ----- |
| 1978 | 1. Rally Autodromo di Monza         | Federico Ormezzano   | Renato Genova        | Porsche 2.7             |       |
| 1979 | 2. Rally Autodromo di Monza         | Raffaele Pinto       | Fabio Penariol       | Ferrari 308 GTB         |       |
| 1980 | 3. Rally Autodromo di Monza         | Federico Ormezzano   | Renato Genova        | Porsche                 |       |
| 1981 | 4. Rally Autodromo di Monza         | Federico Ormezzano   | Claudio Berro        | Lancia Stratos          |       |
| 1982 | 5. Rally Autodromo di Monza         | Federico Ormezzano   | Claudio Berro        | Lancia Stratos          |       |
| 1983 | 6. Rally Autodromo di Monza         | Adartico Vudafieri   | Tiziana Borghi       | Lancia Rally 037        |       |
| 1984 | 7. Rally Autodromo di Monza         | Attilio Bettega      | Maurizio Perissinot  | Lancia Rally 037        |       |
| 1985 | 8. Rally Autodromo di Monza         | Adartico Vudafieri   | Tiziana Borghi       | Lancia Rally 037        |       |
| 1986 | 9. Rally Autodromo di Monza         | Gianfranco Cunico    | Gianluigi Scalvini   | Lancia Rally 037        |       |
| 1987 | 10. Rally Autodromo di Monza        | Fulvio Bacchelli     | Paolo Spollon        | Lancia Rally 037        |       |
| 1988 | 11. Rally Autodromo di Monza        | Marco Brand          | Maria Lechleitner    | Lancia Rally 037        |       |
| 1989 | 12. Rally Autodromo di Monza        | Dario Cerrato        | Giuseppe Cerri       | Alfa Romeo 75 IMSA      |       |
| 1990 | 13. Rally Autodromo di Monza        | Gianfranco Cunico    | Stefano Evangelisti  | BMW M3                  |       |
| 1991 | 14. Rally Autodromo di Monza        | Andrea Zanussi       | Paolo Amati          | BMW M3                  |       |
| 1992 | 15. Rally Autodromo di Monza        | Nicola Larini        | Arnaldo Bernacchini  | Alfa Romeo 155 GTA      |       |
| 1993 | 16. Rally Autodromo di Monza        | Andrea Zanussi       | Paolo Amati          | Ford Escort Cosworth S1 |       |
| 1994 | 17. Rally Autodromo di Monza        | Giorgio Francia      | Monica Bregoli       | Alfa Romeo 155 DTM      |       |
| 1995 | 18. Rally di Monza                  | Marco Spinelli       | Silvio Perlino       | Ford Escort Cosworth    |       |
| 1996 | 19. Rally di Monza                  | Marco Spinelli       | Silvio Perlino       | Ford Escort Cosworth    |       |
| 1997 | 20. Rally di Monza                  | Marco Spinelli       | Arnaldo Bernacchini  | Toyota Celica ST 205    |       |
| 1998 | 21. Rally di Monza                  | Andrea Dallavilla    | Daniele Vernuccio    | Subaru Impreza WRC      |       |
| 1999 | 22. Rally di Monza                  | Renato Travaglia     | Flavio Zanella       | Peugeot 306 Maxi        |       |
| 2000 | 23. Rally Azimut di Monza           | Rinaldo Capello      | Dino Zanatta         | Subaru Impreza WRC      |       |
| 2001 | 24. Rally di Monza                  | Cancelado            | Cancelado            | Cancelado               |       |
| 2003 | 1. Monza Rally Show                 | Alessandro Battaglin | Gianni Marchi        | Toyota Corolla WRC      |       |
| 2004 | 2. Monza Rally Show                 | Rinaldo Capello      | Luigi Pirollo        | Škoda Fabia WRC         |       |
| 2005 | 3. Monza Rally Show                 | Rinaldo Capello      | Luigi Pirollo        | Škoda Fabia WRC         |       |
| 2006 | 4. Monza Rally Show                 | Valentino Rossi      | Carlo Cassina        | Ford Focus WRC          |       |
| 2007 | 5. Monza Rally Show                 | Valentino Rossi      | Carlo Cassina        | Ford Focus WRC          |       |
| 2008 | 6. Monza Rally Show                 | Rinaldo Capello      | Luigi Pirollo        | Ford Focus WRC          |       |
| 2009 | 7. Monza Rally Show                 | Rinaldo Capello      | Luigi Pirollo        | Citroën C4 WRC          |       |
| 2010 | 8. Monza Rally Show                 | Dani Sordo           | Diego Vallejo        | Citroën C4 WRC          |       |
| 2011 | 9. Monza Rally Show                 | Sebastien Loeb       | Severine Loeb        | Citroën DS3 WRC         |       |
| 2012 | 10. Monza Rally Show                | Valentino Rossi      | Carlo Cassina        | Ford Fiesta RS WRC      |       |
| 2013 | 11. Monza Rally Show                | Dani Sordo           | Marc Martí           | Citroën DS3 WRC         |       |
| 2014 | 12. Monza Rally Show                | Robert Kubica        | Alessandra Benedetti | Ford Fiesta WRC         |       |
| 2015 | 13. Monza Rally Show                | Valentino Rossi      | Carlo Cassina        | Ford Fiesta RS WRC      |       |
| 2016 | 14. Monster Energy Monza Rally Show | Valentino Rossi      | Carlo Cassina        | Ford Fiesta RS WRC      |       |
| 2017 | 15. Monster Energy Monza Rally Show | Valentino Rossi      | Carlo Cassina        | Ford Fiesta RS WRC      |       |
| 2018 | 16. Monza Rally Show                | Valentino Rossi      | Carlo Cassina        | Ford Fiesta RS WRC      |       |
| 2019 | 17. Monza Rally Show                | Andrea Crugnola      | Marco Bergonzi       | Volkswagen Polo GTI R5  |       |
| 2020 | ACI Rally Monza                     | Sébastien Ogier      | Julien Ingrassia     | Toyota Yaris WRC        | WRC   |
| 2021 | FORUM8 ACI Rally Monza              | Sébastien Ogier      | Julien Ingrassia     | Toyota Yaris WRC        | WRC   |
| 2023 | ACI Rally Monza                     | Andrea Mabellini     | Virginia Lenzi       | Škoda Fabia RS Rally2   |       |

- Referencias[9]